# Gleichamberg
Gleichamberg este o comună din landul Turingia, Germania.